# Ockergelbes Mehlbecherchen
Das Ockergelbe Mehlbecherchen (Cenangium ferruginosum) ist ein weitgehend saprophytischer Rindenpilz auf Kiefern aus der Familie der Cenangiaceae.

## Merkmale

### Makroskopische Merkmale
Die Apothecien sind jung krugförmig geschlossen und öffnen sich bei der Reife schüsselförmig. Sie erreichen einen Durchmesser von 1,5 bis 3 mm und sind kurz gestielt bis sitzend. Die Innenseite ist ockergelblich, die Außenseite hingegen dunkelbraun mit einer mehlig-kleiigen Oberfläche.

### Mikroskopische Merkmale
Die Sporen sind hyalin, elliptisch, glatt und werden 10 bis 13 × 5,5 bis 7 μm groß. Die Asci sind zylindrisch-keulig und messen 85 bis 105 × 10 bis 13 μm. Die Paraphysen sind fädig und an der oft verdickten Spitze oft 3 bis 5,5 μm. Die dazugehörige seltene Nebenfruchtform ist durch elliptische, farblose 5 bis 6 × 2 bis 3 μm große Konidien vom Phomopsis-Typ gekennzeichnet.

## Ökologie
Die Art wächst überwiegend saprobiontisch an toten Ästen von Waldkiefer, Schwarz-Kiefer und Berg-Kiefer. Gelegentlich ruft sie aber als Schwächeparasit das Triebschwinden der Kiefer hervor. Dies ist aber meist im Zusammenhang mit anderen Pilzen vor allem mit Ascocalyx abietina oder in Verbindung mit der Nadelscheidengallmücke (Thecodiplosis brachyntera) der Fall. Auch die Aleppo-Kiefer ist ein potentieller Wirt. Hier verursacht Cenangium ferruginosum eine Gelbfärbung der Nadeln. Er kann auf die Zweigrinde übergreifen und Nekrosen und Harzaustritt verursachen. Wird der Stamm befallen, sterben darüberliegende Kronenteile ab. Die Art kommt vor allem in jungen Beständen vor, wo er alle 1 bis 3 Jahre epidemisch auftreten kann.

## Belege
- Ewald Gerhardt: Pilze. BLV Buchverlag, München 2006, ISBN 978-3-8354-0053-5, S. 559
- Heinz Butin: Krankheiten der Wald- und Parkbäume. Georg Thieme Verlag, 1983, ISBN 3-13-639002-4, S. 77f
- I. Lorenz, 1967: Untersuchungen zur Biologie und Pathogenität von Cenangium ferruginosum Fr. Arch. Pflanzenschutz. 3: 143–153.